# Schottenkloster Memmingen

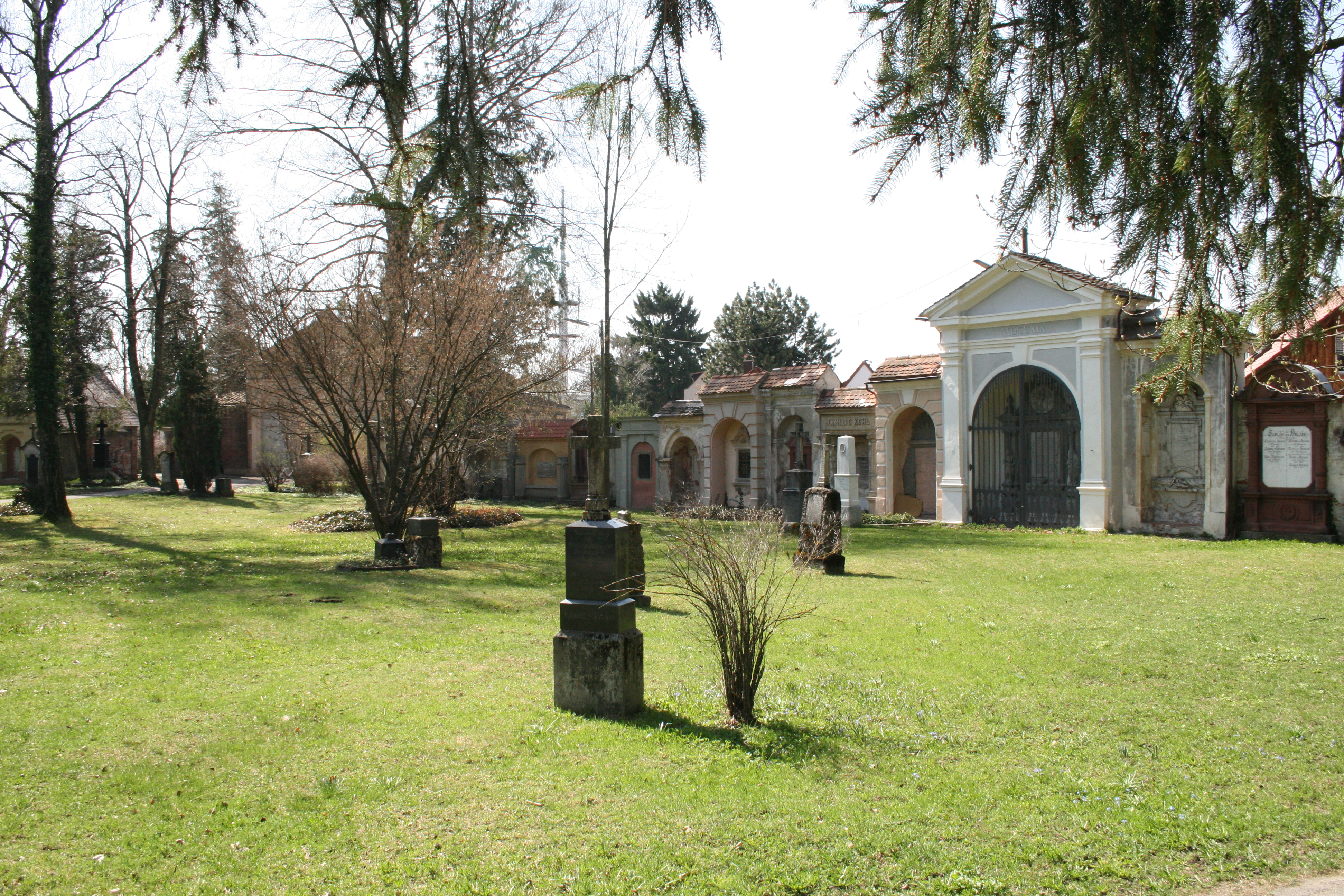
Das Gebiet des ehemaligen Schottenklosters, der heutige alte Friedhof

Im ehemaligen Schottenkloster St. Nikolaus in Memmingen lebten ursprünglich irische Mönche nach der Benediktinerregel, später wurden die Geschicke vom Benediktinerkloster Ottobeuren aus geleitet. Es ist somit auch ehemaliges Kloster der Benediktiner in Bayern in der Diözese Augsburg.

## Geschichte
Bevor Welf VI. 1167 aus seiner Stadt Memmingen seine zweite Fahrt ins Heilige Land antrat, gründete er ostwärts, an der Stelle des heutigen Alten Friedhofs, eine neue klösterliche Niederlassung. Diese lag damit an der alten Salzstraße, der heutigen Augsburger Straße. Es war die siebte und vorletzte welfische Kloster- und Stiftsgründung. Die Mönche ließ er aus dem Schottenkloster St. Jakob Regensburg kommen.
Die Abtei war mit nur 8 Jauchert Land ausgestattet (das Schottenholz beim Geißhof, der Schottenbrühl -die spätere obere Bleiche- sowie der Weiler Eichholz bei Dietmannsried) und muss ausgesprochen bedeutungslos und arm geblieben sein. Nur wenige Urkunden sind bekannt und von den Äbten sind nur drei namentlich überliefert. Als weiteres Problem, das später auch die Schwesterniederlassungen traf, tauchte bald das Nachwuchsproblem auf, da in der irischen Heimat immer weniger Mönche in der „asketischen Heimatlosigkeit“ leben wollten. Im Jahre 1332 musste der Schottenbrühl an die Stadt Memmingen verkauft werden.
Einem Schreiben der Stadt Memmingen vom 16. November 1345 kann man entnehmen, daß die Klostermauern vom Verfall bedroht sind und daß es an Büchern, Kelchen und kirchlichen Gewändern fehlt. In dieser Zeit hat offensichtlich bereits kein Konvent mehr existiert. Die Stadt hat 1388 ungeweihte Klostergebäude abgerissen (um ihre Stadtmauern zu verstärken) und die Seelsorge an St. Nikolaus wurde regelrecht verpachtet, 1401 auf Lebenszeit, an den Augustiner und Ehrenkaplan Bonifaz IX., Heinrich Symonis.
Vorher war der Priester Heinrich Lumen Pfleger und Verweser von St. Nikolaus, der als Stifter der Großspendpflege (Stiftungen der Stadt Memmingen) bekannt ist.
Ab 1435 wurde, nach schlechten Erfahrungen mit Säkularpriestern, die Leitung des wohl unbesetzten Klosters wieder Benediktinern übertragen. Als erster Propst wurde der Ottobeurer Konventuale Jos Niederhof (ein gebürtiger Memminger) eingesetzt. Ihm folgten mehrere, wohl alle aus Memmingen stammende und dem Ottobeurer Konvent angehörende Pröpste.
Nach vielerlei Streitigkeiten und Prozessen sorgte die Stadt Memmingen – sogar unter Einschaltung des Schwäbischen Bundes – dafür, dass St. Nikolaus dem Augustinerkloster inkorporiert wurde. Am 22. Juni 1498 sprach Alexander VI. die gewünschte Inkorporation aus.
1512 wurden die Klostergebäude, 1529 auch die Kirche abgebrochen.